# Pankrác (métro de Prague)
 (novembre 2024).
Si vous disposez d'ouvrages ou d'articles de référence ou si vous connaissez des sites web de qualité traitant du thème abordé ici, merci de compléter l'article en donnant les références utiles à sa vérifiabilité et en les liant à la section « Notes et références ».
Pankrác est une station de métro à Prague, en Tchéquie. Située sur la ligne C du métro de Prague entre Pražského povstání et Budějovická, elle est ouverte depuis le 9 mai 1974.